# Desaru Ostrich Farm
Koordinaten: 1° 22′ 10,8″ N, 104° 14′ 28,2″ O
Die Desaru Ostrich Farm ist eine Straußenfarm, die sich in Teluk Ramunia, Malaysia befindet. Es ist die größte Straußenfarm Malaysias und war in den 2000er-Jahren die größte Straußenfarm Asiens.
Die Strauße werden in verschiedenen Altersgruppen getrennt gehalten. Es handelt sich dabei um Südafrikanische Strauße (Struthio camelus australis), eine Unterart der Afrikanischen Strauße. Zum einen dient die Straußenfarm als Streichelzoo, zum anderen wird sie landwirtschaftlich genutzt. Angeschlossen an das Gelände ist ein Gebiet mit Obstbäumen und ein Sandstrand. Die Straußenfarm verfügt über ein Ladengeschäft und ein Restaurant vor Ort und beliefert auch drei weitere Restaurants.

## Geschichte
Gegründet wurde die Farm von Colin Teh, einem ehemaligen Piloten der Republic of Singapore Air Force. Er hatte auf einem Geschäftsbesuch in Südafrika Strauße kennengelernt. Den Grundstein für die Straußenfarm legte er 1995 in Semenyih im Distrikt Hulu Langat, Bundesstaat Selangor mit zuerst 30 Vögeln. Die Farm wurde einen Monat später um weitere 70 Vögel ergänzt. Im Jahre 2000 verlegte er die Farm, die er seitdem gemeinsam mit seiner Frau betreibt, nach Teluk Ramunia im Südosten des Bundesstaates Johor, um näher an potenziellen Ausflüglern aus Singapur zu sein sowie dem Großteil seiner Familie, die in Singapur wohnte. Ein Großteil der Besucher des Parks kommt aus Singapur und Malaysia, des Weiteren sind auch Besucher aus Taiwan, Hongkong und Südkorea häufig.
Ihren Höhepunkt erlebte die Straußenfarm 2008. Damals beherbergte sie 500 Strauße, 2018 waren es 200 Tiere und 2019 300 Tiere. Durch den Lockdown während der COVID-19-Pandemie, als ab dem 17. März 2020 in Malaysia alle Touristenattraktionen geschlossen wurden und ab dem 18. März 2020 die Grenze zu Singapur geschlossen war, ging die Anzahl der Strauße aus finanziellen Gründen bei der Wiedereröffnung auf 100 zurück. Zusätzlich musste für die Finanzierung des Weiterbetriebes Grundbesitz in Malaysia verkauft werden, welcher der Familie gehörte.